# Classis Britannica

La Classis Britannica (littéralement la « Flotte britannique », c’est-à-dire la « flotte des eaux britanniques » ou la « flotte de la province de Bretagne », et non « la flotte de l'État de Bretagne ») est une flotte navale provinciale de la marine de la Rome antique. Son but était de contrôler la Manche et les eaux qui entouraient la province romaine de Bretagne (l'île actuelle de Grande-Bretagne). 
À la différence des marines armées modernes, elle avait principalement pour mission d’assurer le mouvement logistique du personnel et des ressources, et de maintenir ouvertes les voies de communication traversant la Manche. 
Chez les historiens classiques, il n'existe aucune référence littéraire mentionnant la Classis Britannica sous ce nom, et les preuves archéologiques sont également très minces bien qu'il ne soit pas rare de trouver des tuiles estampillées « CLBR » le long de la côte est du Kent et à Londres, attestant de l'existence de bâtiments administratifs ou d'exemples rudimentaires de dépôts militaires. Ce manque de preuves signifie que les détails concernant l'histoire et la forme de cette flotte ne sont basés que sur des spéculations.

## Histoire

### Invasion
Une flotte est créée en l'an 43 en vue de l'invasion de la Bretagne sous l'empereur Claude avec pour objectif d'envoyer une force de 40 000 hommes de l'Armée romaine et leur matériel en Bretagne. Après cette invasion couronnée de succès, la flotte continue à apporter son soutien à l'armée en envoyant d'importantes quantités de matériel à travers la Manche.

### La conquête
Cette flotte joue un rôle majeur dans la conquête de l'île de Bretagne. Cependant, Tacite raconte que, étrangement, environ vingt ans après cette invasion, elle ne participe pas à la traversée par le général romain Caius Suetonius Paulinus du détroit du Menai pour se diriger vers l'île d'Anglesey, avant la révolte de Boadicée. Cela suggère que la flotte était toujours occupée à surveiller les eaux de la Manche, ne convenait pas à la longue remontée vers le nord du Pays de Galles ou était trop petite à ce moment-là pour offrir un quelconque soutien utile aux troupes terrestres.
Sous le règne des Flaviens, la flotte, initialement conçue comme une flotte temporaire utilisée pour les invasions, devient officiellement la « Classis Britannica » et obtient un statut permanent. Toujours pendant cette période, sous l'autorité du gouverneur Cnaeus Julius Agricola, elle contourne la Calédonie et, en 83, elle attaque la côte est de la Calédonie. Un an plus tard, il est rapporté que la flotte a atteint l'archipel des Orcades. 
En raison d'un manque d'opposition navale sérieuse au début de l'ère impériale aux endroits où la flotte opère – la flotte d'invasion n'a par exemple rencontré aucune opposition – le rôle majeur de la Classis Britannica consiste à apporter un soutien logistique à l'armée présente en Bretagne ainsi qu'aux armées faisant campagne en Germanie dans les années suivantes.  
Bien que les sources contemporaines attestent encore de son existence vers le milieu du IIIe siècle, les traces archéologiques de la flotte disparaissent à partir de cette époque. 

### Carausius
En 286, Carausius, un commandant militaire romain d'origine gauloise, est nommé pour commander la Classis Britannica, avec pour tâche d'éliminer les pirates francs et saxons qui faisaient des incursions sur les côtes de l'Armorique et de la Gaule belgique. Il est cependant suspecté de garder pour lui les trésors capturés et même de permettre aux pirates de faire des incursions et de s'enrichir avant d'engager des actions contre eux. L'empereur Maximien ordonne son exécution. 
Apprenant sa condamnation à la fin de 286 ou au début de 287, Carausius réagit en usurpant le pouvoir et en se déclarant empereur de Bretagne et du nord de la Gaule. La flotte britannique remporte une victoire décisive sur la flotte germanique et franque de l'Empire romain, montrant qu'elle était importante à cette époque. Ceux qui avaient tenté l'invasion prirent cependant pour excuse le mauvais temps pour expliquer leur défaite.
Cependant, en l'an 300, la Bretagne fait à nouveau partie de l'Empire romain et la Classis Britannica est redevenue une flotte impériale romaine.

### La fin de l'Empire
Dans les dernières années de la Bretagne romaine, la flotte consacrait presque tous ses efforts à protéger les côtes est et sud de l'île contre les actions menées par les pirates saxons contre les villes ou villages côtiers de la Côte saxonne. Cette flotte a probablement joué un rôle dans l'opération des forts de la Côte saxonne.

## Les ports

Vue théorique de Gesoriacum.

On a longtemps cru que la base principale de la flotte était Rutupiæ (Richborough) mais de récentes fouilles archéologiques ont permis la découverte à Douvres d'un de ses trois forts encore existant, indiquant que Douvres a été une base majeure pour elle. Il se peut même que ce fût sa base principale, bien qu'à Gesoriacum / Bononia (Boulogne-sur-Mer) l'un de ses autres forts, qui a lui aussi survécu, soit beaucoup plus grand et donc considéré par certains comme un concurrent de Douvres.
La forteresse romaine Portus Adurni (en) – dont le nom a évolué pour devenir Porchester, au nord du port de Portsmouth – est également considéré comme étant au minimum une base majeure pour la flotte.